# 小行星19719
小行星19719（19719 Glasser）是一颗绕太阳运转的小行星，为主小行星带小行星。该小行星于1999年11月9日发现。

## 轨道参数
小行星19719的轨道半长轴为2.9290079 UA，离心率为0.328。